# Калонн-Рикуар
Калонн-Рикуар (фр. Calonne-Ricouart) — коммуна во Франции, регион О-де-Франс, департамент Па-де-Кале, округ Бетюн, кантон Ошель. Расположена в 10 км к юго-западу от Бетюна и в 31 км к северо-западу от Арраса, в 6 км от автомагистрали А26 "Англия" Труа-Кале, на обоих берегах реки Кларенс, притока Лиса.
Население (2018) — 5 520 человек.

## История
В 1537 году деревня и замок были сожжены войсками Франциска I. Церковь Святого Петра была восстановлена в 1763-1781 гг. В 1786 году был также построен новый замок. Приблизительно в это же время на берегу реки Кларенс была построена водяная мельница. Во время Великой французской революции мельница была продана и не работала до 1945 года. В настоящее время часть старинного здания отреставрирована и работает, в основном для демонстрации туристам.

## Достопримечательности
- Церковь Святого Петра XVIII века
- Церковь Святого Станислава XX века
- Старинная водяная мельница

## Экономика
Как и в большинстве шахтёрских городов региона, после закрытия угольных шахт в 60-х годах численность населения постоянно снижается.
Структура занятости населения:
- сельское хозяйство - 0,4 %
- промышленность - 26,7 %
- строительство - 12,3 %
- торговля, транспорт и сфера услуг - 30,1 %
- государственные и муниципальные службы - 30,6 %

Уровень безработицы (2017) — 22,9 % (Франция в целом — 13,4 %, департамент Па-де-Кале — 17,2 %). 

Среднегодовой доход на 1 человека, евро (2017) — 15 970 (Франция в целом — 21 110, департамент Па-де-Кале — 18 610).

## Демография
Динамика численности населения, чел.

## Администрация
Пост мэра Калонн-Рикуара с 2017 года занимает Людовик Идзяк (Ludovic Idziak). На муниципальных выборах 2020 года возглавляемый им левый список победил в 1-м туре, получив 83,54 % голосов.
| Период | Период | Фамилия         | Партия                  | Примечания                                                            |
| ------ | ------ | --------------- | ----------------------- | --------------------------------------------------------------------- |
| 1947   | 1977   | Андре Мансе     | Коммунистическая партия | член Генерального совета департамента, депутат Национального собрания |
| 1977   | 1983   | Жан-Клод Ланвен | Коммунистическая партия |                                                                       |
| 1983   | 2014   | Андре Делькур   | Коммунистическая партия | член Генерального совета департамента                                 |
| 2014   | 2017   | Людовик Гийо    | Коммунистическая партия | член Совета департамента                                              |
| 2017   |        | Людовик Идзяк   | Разные левые            | организатор народного образования                                     |